# Animula microptera
Animula microptera är en fjärilsart som beskrevs av William Schaus 1906. Animula microptera ingår i släktet Animula och familjen säckspinnare. Inga underarter finns listade i Catalogue of Life.